# Уніпотентний елемент
В математиці елемент деякого кільця називається уніпотентним, якщо він є сумою одиниці кільця і нільпотентного елемента. Важливим прикладом є уніпотентні матриці і лінійні оператори у скінченновимірних векторних просторах.
Оскільки кожна алгебрична лінійна група є ізоморфною замкнутій підгрупі загальної лінійної групи, через розклад Жордана — Шевальє поняття уніпотентних елементів можна ввести для довільної лінійної алгебричної групи. Ці елементи та підгрупи, усі елементи яких є уніпотентними, відіграють важливу роль у вивченні лінійних алгебричних груп і алгебричних многовидів загалом.

## Означення
Нехай {\displaystyle R} є кільцем з одиничним елементом {\displaystyle 1}. Елемент {\displaystyle r\in R} називається уніпотентним, якщо {\displaystyle r-1} є нільпотентним елементом, тобто якщо 
{\displaystyle (r-1)^{n}=0}
для деякого {\displaystyle n\in \mathbb {N} }.

## Уніпотентні елементи лінійної алгебричної групи
Уніпотентним елементом лінійної алгебричної групи {\displaystyle G}, називається елемент, що збігається з уніпотентною компонентою {\displaystyle g_{u}} свого розкладу Жордана — Шевальє в групі {\displaystyle G}. 
Якщо реалізувати {\displaystyle G} як замкнуту підгрупу групи {\displaystyle GL(V)} автоморфізмів скінченновимірного векторного простору {\displaystyle V} над основним алгебрично замкнутим полем {\displaystyle K}, то уніпотентний елемент {\displaystyle g} — це елемент, для якого {\displaystyle (1-g)^{n}=0,\;\;n=\dim V}, або елемент, матриця якого в деякому базисі простору {\displaystyle V} є уніпотентною матрицею. 
Якщо {\displaystyle \operatorname {char} K=0}, то всякий уніпотентний елемент {\displaystyle g} має нескінченний порядок. В цьому випадку найменша алгебрична підгрупа в {\displaystyle G}, що містить {\displaystyle g}, є одновимірною уніпотентною групою. 
Якщо ж {\displaystyle \operatorname {char} K=p>0}, то {\displaystyle g} буде уніпотентним елементом тоді і тільки тоді, коли він має скінченний порядок, рівний {\displaystyle p^{t}}  для деякого {\displaystyle t\geqslant }. Зв'язана група не містить уніпотентних елементів тоді і тільки тоді, коли вона є алгебричним тором.

### Многовид уніпотентних елементів
- Множина {\displaystyle U(G)} всіх уніпотентних елементів у {\displaystyle G} є замкнутою в топології Зариського. Якщо {\displaystyle G} визначена над підполем {\displaystyle k\subset K} то і {\displaystyle U(G)} є визначеною над {\displaystyle k}.
- Многовид {\displaystyle U(G)} є інваріантним щодо внутрішніх автоморфізмів групи {\displaystyle G}.
- Для  зв'язаної і напівпростої групи {\displaystyle G}  кількість класів спряженості уніпотентних елементів є скінченною.
- Для кожної простої групи {\displaystyle G} відомий їх повний опис класів суміжності уніпотентних елементів, а також їх централізаторів ([1]). У класичних групах такий опис одержується з використанням жорданової форми матриці [2].
- Наприклад, для групи {\displaystyle G=SL_{n}(K)} існує бієкція між класами спряженості уніпотентних елементів і розбиттями {\displaystyle (m_{1},\ldots ,m_{s})} числа {\displaystyle n} у суму додатних цілих доданків {\displaystyle m_{i},\;\;m_{1}\geqslant m_{2}\geqslant \ldots \geqslant m_{s}}. Якщо {\displaystyle \lambda =(m_{1},\ldots ,m_{s})} і {\displaystyle \mu =(l_{1},\ldots ,l_{t})} — два розбиття числа {\displaystyle n}, то клас, який відповідає {\displaystyle \lambda } містить в своєму замиканні клас, який відповідає {\displaystyle \mu } тоді і тільки тоді, коли {\displaystyle \sum _{i=1}^{j}m_{j}\geqslant \sum _{i=1}^{j}l_{j}}  для всіх {\displaystyle j}. Розмірність класу, що відповідає розбиттю {\displaystyle (m_{1},\ldots ,m_{s})}, як алгебричного многовида, дорівнює {\displaystyle n^{2}-\sum _{ij}\min(m_{i},m_{j})}.
- Множина всіх регулярних точок алгебричного многовида {\displaystyle U(G)} утворює один клас спряженості уніпотентних елементів — регулярні уніпотентні елементи. Якщо {\displaystyle G} є простою, то многовид особливих точок многовида {\displaystyle U(G)} також містить відкритий в топології Зариського клас спряженості уніпотентних елементів — субрегулярні уніпотентні елементи ([3] ).

## Уніпотентні групи
Підгрупа {\displaystyle U} лінійної алгебричної групи {\displaystyle G}, що складається з уніпотентних елементів називається уніпотентною групою. 

### Приклади
- Прикладом уніпотентної групи є група {\displaystyle U_{n}(K)} всіх верхніх трикутних матриць з {\displaystyle GL_{n}(K)} з одиницями на діагоналі. Якщо {\displaystyle k} — підполе поля {\displaystyle K} і {\displaystyle U} — уніпотентна підгрупа в {\displaystyle GL_{n}(k)} то {\displaystyle U} є спряженою над {\displaystyle k} з деякою підгрупою групи {\displaystyle U_{n}(k)}. Зокрема, всі елементи з {\displaystyle U} мають у {\displaystyle V} спільний ненульовий власний вектор, a {\displaystyle U} є нільпотентною групою. Тобто з точністю до ізоморфізму уніпотентні групи це підгрупи груп {\displaystyle U_{n}(K)} при різних {\displaystyle n}.
- Для комутутивної лінійної алгебричної групи множина {\displaystyle U(G)} всіх уніпотентних елементів у {\displaystyle G} є замкнутою алгебричною підгрупою, тобто вона є уніпотентною групою.

### Властивості
- У будь-якій лінійній алгебричній групі {\displaystyle H} є єдина зв'язана нормальна уніпотентна підгрупа {\displaystyle R_{u}(H)}, яка називається уніпотентним радикалом. Факторгрупа {\displaystyle H/R_{u}(H)} є редуктивною групою. Це до певної міри зводить вивчення будови будь-якої групи до вивчення будови редуктивних груп і уніпотентних груп. На відміну від редуктивного випадку класифікація алгебричних уніпотентна група невідома.
- Будь-яка підгрупа і довільна факторгрупа алгебричної уніпотентної групи знову є уніпотентною групою.
- Якщо {\displaystyle \operatorname {char} K=0}, то {\displaystyle U} завжди є зв'язаною, причому експоненціальне відображення {\displaystyle \exp :{\mathfrak {u}}\to U} (де {\displaystyle {\mathfrak {u}}} — алгебра Лі групи {\displaystyle U}) є ізоморфізмом алгебричних многовидів.
- Якщо ж {\displaystyle \operatorname {char} K=p>0}, то існують незв'язані алгебричні уніпотентні групи: наприклад, адитивна група {\displaystyle G_{a}} основного поля. (Її можна ототожнити з {\displaystyle U_{2}(K)}) є {\displaystyle p}-групою і тому містить скінченну уніпотентну групу.
- У зв'язаній уніпотентній групі {\displaystyle U} завжди є така послідовність нормальних дільників що всі фактори {\displaystyle U_{i}/U_{i+1}}  є одновимірними. Будь-яка зв'язана алгебрична одновимірна уніпотентна група є ізоморфною {\displaystyle G_{a}}. Це зводить вивчення зв'язаних алгебричних уніпотентних груп до опису кратних розширень груп типу {\displaystyle G_{a}}.
- Якщо {\displaystyle H\subset U} — зв'язані алгебричні уніпотентні групи то многовид {\displaystyle U/H} є ізоморфним афінному простору. Будь-яка орбіта алгебричної уніпотентної групи автоморфізмів афінного алгебричного многовиду {\displaystyle X} є замкнутою в {\displaystyle X} [4].

### Комутативні уніпотентні групи
- Якщо {\displaystyle \operatorname {char} K=0}, то всі комутативні групи є ізоморфними {\displaystyle G_{a}\times G_{a}\times \ldots G_{a}} і при цьому ізоморфізм задається експоненціальним відображенням [5].
- У випадку {\displaystyle \operatorname {char} K=p>0}, зв'язані комутативні алгебричні уніпотентні групи {\displaystyle U} — це зв'язані комутативні алгебричні групи, які є {\displaystyle p}-групами. В цьому випадку {\displaystyle U} є ізоморфною {\displaystyle G_{a}\times G_{a}\times \ldots G_{a}} тоді і тільки тоді, коли {\displaystyle g^{p}=e} для будь-якого {\displaystyle g\in G}. У загальному випадку {\displaystyle U} є ізогенною добутку так званих груп Вітта [6].